# Лиски (Калининградская область)
Лиски — посёлок в Гурьевском городском округе Калининградской области. До 2014 года входило в состав Храбровского сельского поселения.

## История
В 1946 году Кингиттен был переименован в поселок Лиски.

## Население
| 2002 | 2010 |
| ---- | ---- |
| 16   | ↗18  |